# Igor Mołodecki
Igor Mołodecki (ur. 1959) – polski reżyser i scenarzysta. Autor filmów dokumentalnych, reklamowych i fabularnych.
Absolwent filmoznawstwa na Uniwersytecie Jagiellońskim. Laureat wielu nagród, w tym nominacja do "Studenckiego Oskara" w Los Angeles. Do innych ważnych nagród zaliczają się: "Nagroda dla najlepszego reżysera dla dzieci w konkursie międzynarodowym", Nagroda w Międzynarodowym Konkursie Eurocities za najlepszy film reklamowy europejskich metropolii stworzony we współpracy z ks. Andrzejem Augustyńskim,  oraz wyróżnienie jury "Film poza Kinem" i wiele innych.
Igor Mołodecki jest również właścicielem firmy "ITM FILM".